# Setodes argentiguttatus
Setodes argentiguttatus är en nattsländeart som beskrevs av Gordon och Schmid 1987. Setodes argentiguttatus ingår i släktet Setodes och familjen långhornssländor. Inga underarter finns listade i Catalogue of Life.